# The Naked Brothers Band
The Naked Brothers Band foi uma série de televisão produzida nos Estados Unidos pela Nickelodeon de comédia adolescente. Cada episódio apresenta uma nova canção e exibe as aventuras destes pequenos astros, dentro e fora dos sets de filmagem. A câmera segue Nat e Alex nos shows, nos ensaios e na intimidade, enquanto tentam crescer lidando com questões como rivalidade, romances, música e outros problemas. Estreou nos EUA em 3 de Fevereiro de 2007. Seu episódio piloto (The Naked Brothers Band: The Movie) foi lançado em 2005 nos EUA e em 2006 no Brasil.
A banda é composta pelo Nathaniel Marvin Wolff (Nat Wolff - vocalista e tecladista), Alexander Drapper Wolff (Alex Wolff - baterista,vocalista nas músicas compostas por si mesmo), Alexandra Jean Dimeco (Allie Dimeco/Rosalina - baixista/vocal de apoio), Qassim Middleton (Qassim - guitarrista/vocal de apoio), David Julian Levi (David - tecladista/vocal de apoio) e Thomas James Batuello (Thomas - violoncelista/vocal de apoio).
A The Naked Brothers Band varia seu estilo de música. Desde um Rock Alternativo com influências de bandas como Coldplay e Radiohead, como se pode ver em algumas músicas como Your Smile, Catch Up With The End, Nowhere, Changing, Why, Everybody Cried at Least Once, I'll do Anything e outras, a um rock mais pesado, presente em músicas como, Sometimes I'll Be There, Run, I Don't Wanna Go To School, Mystery Girl,  Body I Occupy, Curious, I Feel Alone, I'm Out e Face In The Hall passando por um rock infantil, principalmente no início da banda. Músicas como Crazy Car, Hardcore Wrestlers e Banana Smoothie comprovam isto.
Segundo Nat Wolff, as principais influências da banda são os Beatles, Coldplay, Radiohead, Linkin Park, Sting e Good Charlotte. Nat é fã dos Beatles e do Sting. Já o baterista Alex Wolff curte Green Day, Drake Bell, Fall Out Boy (já participou de um clipe deles) e Linkin Park.
Participações especiais: Snoop Dogg, rapper norte-americano, Joel Madden, vocalista da banda de punk rock Good Charlotte, o humorista George Lopes, o cartoonista Jules Feiffer, o skatista Tony Hawk e Phil Collins, ex-baterista da banda Genesis.

## Personagens
- Nat (compositor/vocalista/tecladista/guitarrista/baterista) interpretado por Nathaniel Marvin Wolff - Foi apelidado de "Imã de garotas". Sua paixão por Rosalina (Baixista da banda), inspirou várias das suas canções. Na segunda temporada, Nat e Rosalina começam a namorar no filme Polar Bears (Ursos Polares).
- Alex  (baterista/compositor/vocalista/pianista) interpretado por Alexander Drapper Wolff - É o irmão mais novo de Nat. Toca bateria porem toca piano ou teclado nas músicas compostas por ele mesmo. É apaixonado por Jesse, sua babá (que na vida real é sua prima) e pensa que são namorados. Normalmente suas roupas sempre são em tons de vermelho, branco e azul. É apaixonado por leite.
- Rosalina (baixista/vocal de apoio/depois guitarrista junto com Qaasim) interpretada por Alexandra Jean Dimeco - ela é o amor de Nat e a inspiração para varias músicas, como Girl of My Dreams e Beautiful Eyes. Os dois começam a namorar a partir do filme Polar Bears (Ursos Polares). Na terceira temporada, ela ganha um concurso de violino e ganha uma viagem de cruzeiro de seis meses, onde ela beija outro garoto. Quando ela volta, eles terminam e ela sai da banda. Mas depois ela volta como segunda guitarrista, já que seu lugar na banda havia sido preenchido por Kristina.
- Thomas   (violoncelista/vocal de apoio) interpretado por Thomas James Batuello- Thomas está sempre com David e Qaasim. Ele tem inveja da forma como Nat atrai todas as garotas, mas depois leva tudo numa boa. Na terceira temporada ele vira o baixista temporario da banda ate a volta de Rosalina.
- David   (tecladista/vocal de apoio) interpretado por David Julian Levi - Muitas vezes se junta com Thomas e Qaasim. Ele tem muita sorte, e é muito inteligente. Tem uma cadela chamada ET (que na vida real é de Nat e Alex). Na vida real é o melhor amigo de Nat Wolff, como pode mostrar a música "Great Trip".
- Qaasim  (guitarrista/vocal de apoio) interpretado por Qaasim Middleton - Qaasim é conhecido por ser muito inteligente e harmonioso com as pessoas. Qaasim lançou um livro sobre garotas/namoros.
- Cooper  (interpreta o empresário da banda)- Cooper é o empresário da Naked Brothers Band. Gosta de uma garota chamada Patty Scoggins, e é conhecido por estar vestindo sempre um terno e óculos estilo aviador. Ele também é judeu, como mostrado em um dos episódios (O Bar Mitzvah).
- Michael Wolff  (interpreta Sonny Wolff - pai) - É pai de Nat e Alex. Na série, toca acordeão e namora uma mulher chamada Betty (e terminaram no episódio Tio Miles). Ele adora Golf, acampamento de acordeão e o George Lopez, como mostrado no epsodio 'Todo mundo já chorou pelo menos uma vez'.
- Jesse Draper (interpreta Jesse Cook - babá e tutora) Infelizmente, ela não é inteligente o suficiente para o trabalho, mas felizmente Qassim e Rosalina sempre estão lá para ajudar. Tem sete (7) tatuagens diferentes e é a namorada adorável dos Timmerman Brothers: Donnie, Johnny, e Billy. Alex é apaixonado por ela e pensa que são namorados. Na vida real é prima de Nat e Alex.
- Betty  (interpreta a namorada de Sonny Wolff da metade da 1ª temp. até a metade da 2ª, depois daí a ex-namorada). No episódio "Tio Miles" ela sai com o irmão gêmeo de Sonny, Milles Wolff. Ela usa uma grande peruca loira e é um pouco antipática com os meninos da banda. Ela tem alergia a várias coisas, dentre elas cachorros e produtos de limpeza.